# Fritz Joseph Pinédo

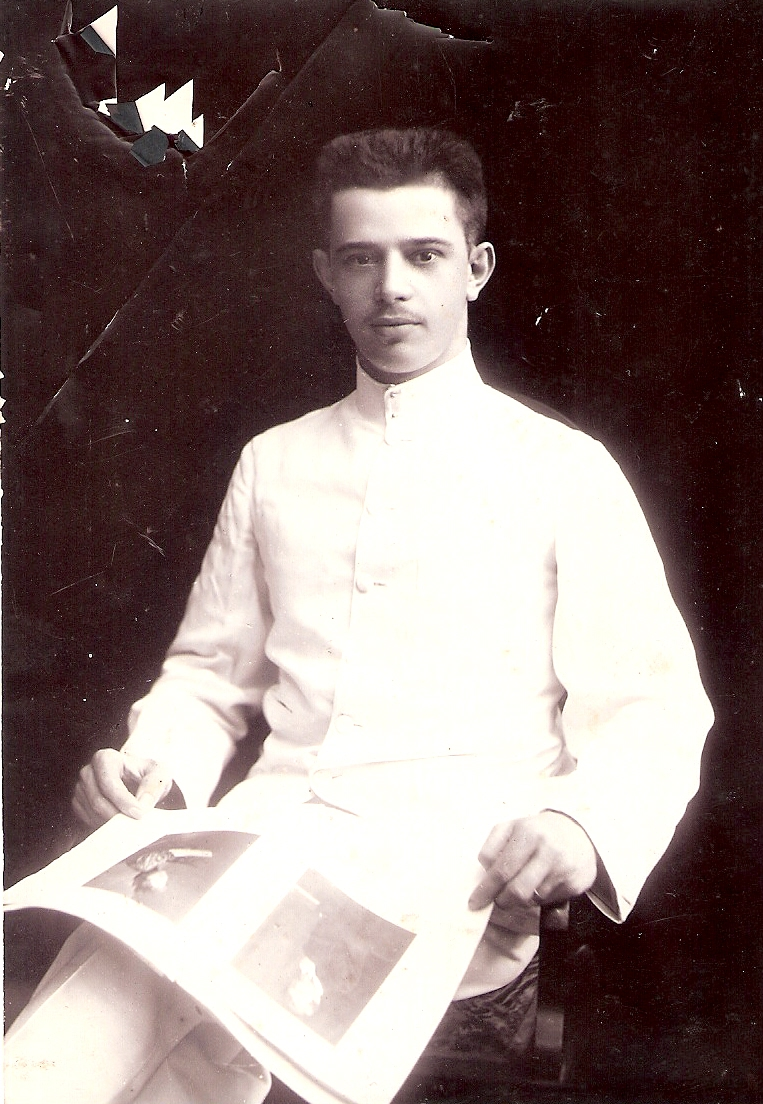
Fritz Joseph Pinedo

Fritz Joseph Pinedo (Haarlem, 12 juni 1884 - São Paulo, 1976), zoon van Egbertus Pinedo, directeur der Haarlemsche melkinrichting en Maria Salomonson, was een Nederlandse architect die vooral in voormalig Nederlands-Indië werkzaam was. In 1911 is hij geslaagd voor het examen van architect bij Waterstaat en 's Lands Burgerlijke Openbare Werken te Semarang. Hij was directeur / eigenaar van fa. Pinédo en Job jr. en hield kantoor te Surabaja. Hij combineerde de traditionele Javaanse Joglo- en Nederlandse bouwstijl. Pinedo is van 1936 tot 1939 woonachtig en werkzaam geweest in Japan en emigreerde in 1954 naar Rio de Janeiro, Brazilië, waarna hij in 1968 na familiebezoek in Veldhoven, Nederland terugkeerde naar Indonesië. Na het voltooien van hotel Kartika Chandra in Jakarta in 1970, vertrok Pinedo voor enkele projecten naar Brazilië, waar hij in 1976 overleed.

## Werken
Bekende werken van Pinedo in voormalig Nederlands-Indië zijn onder andere het Hotel Niagara in Lawang, Oost-Java, het gebouw van de Nederlandse Spaarbank (Nuts Spaarbank), woning van de familie Hie Tan, thans restaurant 1914 in Surabaja, het waterleidingsysteem en de fontein bij het zomerpaleis van koning Djelantik van Buleleng, in het noorden van het eiland Bali. Het was een geschenk van koningin Wilhelmina en gouverneur-generaal Joannes Benedictus van Heutsz. Ontwerp en uitvoering, racebaan in Garut, West-Java. Ook ontwierp hij in Surabaja het kantoorgebouw van het Suikersyndicaat. Simpangsche Sociëteit Surabaja (later Simpang Club genoemd) is gebouwd in 1906 door Westmaas; verbouwd door Pinedo en Job in 1917.